# (11552) Bucolion
(11552) Bucolion, désignation internationale (11552) Boucolion, est un astéroïde troyen jovien.

## Description
(11552) Bucolion est un astéroïde troyen jovien, camp troyen, c'est-à-dire situé au point de Lagrange L5 du système Soleil-Jupiter. Il présente une orbite caractérisée par un demi-grand axe de 5,264 UA, une excentricité de 0,153 et une inclinaison de 14,7° par rapport à l'écliptique.
Il est nommé en référence au personnage de la mythologie grecque Bucolion fils de Laomédon, acteur du conflit légendaire de la guerre de Troie.

## Compléments